# PLEKHG4
PLEKHG4‏ (Pleckstrin homology and RhoGEF domain containing G4) هوَ بروتين يُشَفر بواسطة جين PLEKHG4 في الإنسان.